# Olympische Sommerspiele 2000/Teilnehmer (Israel)
| Gelbes Symbol für Goldmedaillen mit stilisierten Olympischen Ringen | Graues Symbol für Silbermedaillen mit stilisierten Olympischen Ringen | Braundes Symbol für Bronzemedaillen mit stilisierten Olympischen Ringen |
| ------------------------------------------------------------------- | --------------------------------------------------------------------- | ----------------------------------------------------------------------- |
| —                                                                   | —                                                                     | 1                                                                       |

Israel nahm an den Olympischen Sommerspielen 2000 in Sydney mit einer Delegation von 39 Athleten (29 Männer und zehn Frauen) an 43 Wettkämpfen in neun Sportarten teil. Fahnenträger bei der Eröffnungsfeier war der Dreispringer Rogel Nachum.

## Medaillengewinner

### Bronze
| Name             | Sportart | Wettkampf                      |
| ---------------- | -------- | ------------------------------ |
| Michael Kolganov | Kanu     | Männer, Kajak-Einer, 500 Meter |

## Teilnehmer nach Sportarten

### Fechten
Frauen
- Ayelet Ohayon
Florett, Einzel: 15. Platz

### Judo
| Männer - Gil Ofer Leichtgewicht: 13. Platz - Ariel Zeevi Halbschwergewicht: 5. Platz | Frauen - Orit Bar-On Leichtgewicht: Viertelfinale |

### Kanu
| Männer - Michael Kolganov Kajak-Einer, 500 Meter: Bronze Kajak-Einer, 1000 Meter: 4. Platz - Ro'l Yellin & Rami Zur Kajak-Zweier, 500 Meter: Hoffnungslauf Kajak-Zweier, 1000 Meter: Hoffnungslauf | Frauen - Lior Carmi & Larisa Kosorukova-Pesyakhovich Kajak-Zweier, 500 Meter: Hoffnungslauf |

### Leichtathletik
Männer
- Alexander Awerbuch
Stabhochsprung: 10. Platz

- Kfir Golan
4 × 100 Meter: Vorläufe

- Tommy Kafri
100 Meter: Vorläufe
4 × 100 Meter: Vorläufe

- Danny Krasnov
Stabhochsprung: 20. Platz in der Qualifikation

- Konstantin Matusevich
Hochsprung: 5. Platz

- Rogel Nachum
Dreisprung: 23. Platz in der Qualifikation

- Alexandr Porchomowski
4 × 100 Meter: Vorläufe

- Gideon Yablonka
200 Meter: Vorläufe
4 × 100 Meter: Vorläufe

### Rhythmische Sportgymnastik
Frauen
- Svetlana Tokayev
Einzel: 14. Platz in der Qualifikation

### Ringen
Männer
- Michael Beilin
Leichtgewicht, griechisch-römisch: 15. Platz

- Gotcha Tsitsiashvili
Halbschwergewicht, griechisch-römisch: 6. Platz

- Yuriy Yevseychyk
Superschwergewicht, griechisch-römisch: 4. Platz

### Schießen
Männer
- Aleksandr Danilov
Freie Pistole: 18. Platz

- Guy Starik
Kleinkaliber, Dreistellungskampf: 32. Platz
Kleinkaliber, liegend: 25. Platz

### Schwimmen
| Männer - Oren Azrad 4 × 100 Meter Freistil: 14. Platz - Yoav Bruck 50 Meter Freistil: 34. Platz 100 Meter Freistil: 38. Platz 4 × 100 Meter Freistil: 14. Platz 4 × 100 Meter Lagen: 17. Platz - Yoav Gath 200 Meter Rücken: 16. Platz - Miki Halika 200 Meter Schmetterling: 31. Platz 200 Meter Lagen: 39. Platz 400 Meter Lagen: 11. Platz - Alexei Manziula 4 × 100 Meter Freistil: 14. Platz - Yoav Meiri 100 Meter Schmetterling: 37. Platz 4 × 100 Meter Lagen: 17. Platz - Tal Stricker 100 Meter Brust: 32. Platz 200 Meter Brust: 32. Platz 4 × 100 Meter Lagen: 17. Platz - Eithan Urbach 4 × 100 Meter Freistil: 14. Platz 100 Meter Rücken: 8. Platz 4 × 100 Meter Lagen: 17. Platz | Frauen - Adi Bichman 400 Meter Freistil: 38. Platz 800 Meter Freistil: 25. Platz 400 Meter Lagen: 26. Platz - Vered Borochovsky 100 Meter Schmetterling: 19. Platz 200 Meter Lagen: 21. Platz |

### Segeln
| Männer - Amit Inbar Windsurfen: 7. Platz - Elad Ronen & Eli Zuckerman 470er: 13. Platz | Frauen - Michal Hein Windsurfen: 14. Platz - Anat Fabrikant & Shani Kedmi 470er: 4. Platz |